# Morčák chocholatý
Morčák chocholatý (Lophodytes cucullatus) je malá potápivá kachna a jediný žijící zástupce rodu Lyphodytes.
Morčák chocholatý dorůstá 40–49 cm, váží 540–680 g a je vůbec nejmenším a jedním z nejpestřeji zbarvených severoamerických druhů morčáků. S výjimkou velikosti je jeho spolehlivou charakteristikou velký hřeben na temeni hlavy, díky kterému získal i svůj název v mnoha světových jazycích. Dospělí samci mají na hřebeni nápadnou velkou bílou skvrnu, celou hlavu a zobák mají jinak černý, hřbet a ocas převážně tmavý a boky kaštanově hnědé. U dospělých samic je hřeben mnohem méně nápadný a rudý a na rozdíl od samce má zbývající část hlavy a tělo šedohnědé.
K hnízdění preferuje morčák chocholatý bažiny a hustě zarostlé rybníky na severu Spojených států a v jižní Kanadě. Přes zimu, kterou tráví obvykle v jižnějších oblastech od svého hnízdního areálu rozšíření, vyhledává mělké, sladkovodní a poloslané zátoky, ústí, rybníky a jezera. Již několikrát byl zaznamenán také na evropském kontinentě, většinou se však jednalo o volně žijící jedince uprchlé z chovů.
Morčák chocholatý se umí skvělé potápět, čehož využívá zvláště při lovu kořisti, kterou tvoří především menší ryby, korýši a vodní hmyz. Během období rozmnožování se sdružuje do párů, které se rozpadají krátce po nakladení vajec. Stejně jako ostatní morčáci hnízdí obvykle ve stromových dutinách v těsné blízkosti vody, často využívá např. opuštěné dutiny morčáka velkého. Ročně mívá jednu snůšku obsahující 7–15 vajec, na kterých sedí přibližně po dobu 4 týdnů. Mláďata opouštějí hnízdo krátce po vylíhnutí.
Morčák chocholatý je pro svůj pestrý vzhled častým chovancem zoologických zahrad po celém světě. V České republice jej můžeme zahlédnout v ZOO Dvůr Králové, Plzeň a Ohrada.

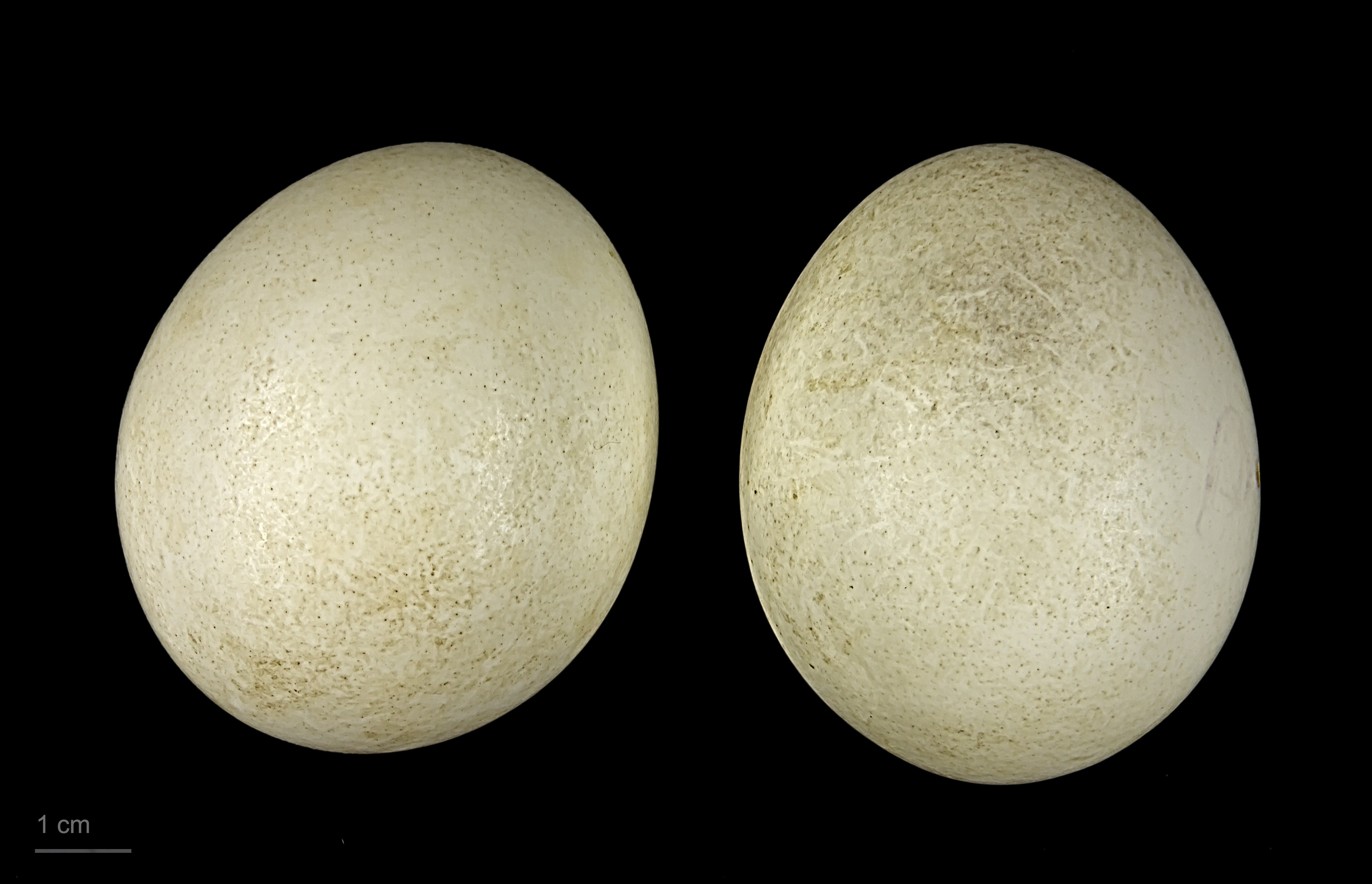
Vejce morčáka chocholatého